# Canthon lamprimus
Canthon lamprimus är en skalbaggsart som beskrevs av Bates 1887. Canthon lamprimus ingår i släktet Canthon och familjen bladhorningar. Inga underarter finns listade.